# 1126年
| 千纪： | 2千纪 |
| 世纪： | 11世纪 \| 12世纪 \| 13世纪                                                                                                   |
| 年代： | 1090年代 \| 1100年代 \| 1110年代 \| 1120年代 \| 1130年代 \| 1140年代 \| 1150年代                                             |
| 年份： | 1121年 \| 1122年 \| 1123年 \| 1124年 \| 1125年 \| 1126年 \| 1127年 \| 1128年 \| 1129年 \| 1130年 \| 1131年                   |
| 纪年： | 丙午年（马年）；北宋靖康元年；西夏元德八年；金天會四年；西辽延慶三年；大理嘉永五年；越南天符睿武七年；日本天治三年，大治元年 |

## 大事记
- 1月19日——趙桓受父宋徽宗禪讓後即位為皇帝，是為宋欽宗，改元靖康。即位後立刻貶蔡京、童貫等六賊，重用李綱抗金，六賊先後伏誅。
- 完顏宗望率金兵東路軍包圍汴梁（今河南開封），因京城守禦使李綱抵抗得力而未能破城，完顏宗望脅逼宋議和後撤軍，即宣和和議，宋欽宗以康王趙構、太宰張邦昌為人質，並割讓中山、河間、太原三鎮。种師中奉詔率秦兵入援，未至而金軍退。
- 二月，金軍攻太原、中山（今河北定州）、河間（今屬河北）三鎮。
- 五月，种師中出師解太原之圍，因制置使姚古等失期會師，加上楊志等人逃亡，以致陷入金軍重圍，种師中力戰而亡。
- 9月21日——金国左副元帅完顏宗翰在围城二百五十余日后攻陷太原，守将王禀死节。
- 閏十一月，金兩路軍會師兵臨汴京，圍城一個月後，城破。

## 逝世
- 蔡京，北宋宰相，被稱為六賊之一，貶於儋州（今海南儋州市），途中病故。
- 王黼，北宋政治人物，被稱為六賊之一，安置永州（今湖南永州市），途中秘密處決。
- 童貫，北宋宦官，被稱為六賊之一，貶於吉陽軍（今海南三亚市），途中賜死。
- 朱勔，北宋政治人物，被稱為六賊之一，貶於循州（今廣東龍川），不久斬殺。
- 李彥，北宋宦官，被稱為六賊之一，遭賜自盡。
- 梁師成，北宋宦官，被稱為六賊之一，貶為彰化軍節度副使，途中賜死。
- 种師中，北宋名将种世衡第七子种记的次子，名将种师道之弟。